# Surf de remo

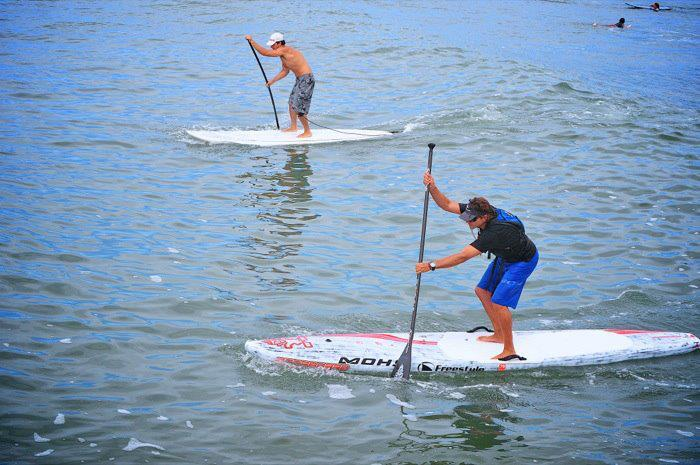
Quiksilver Kings of the Paddle 2012, Mar del Plata, Argentina.

El surf de remo, remo de pie, o pádel surf (en inglés stand up paddle, o paddle surf), es una forma de deslizamiento en la que el navegante utiliza una pala o remo para desplazarse por el agua mientras permanece de pie en una tabla de surf. Esta disciplina tiene su origen en las raíces de los pueblos polinesios. La del idioma hawaiano es Ku Hoe He'e NALU; ponerse de pie, palear y navegar una ola.

## Historia

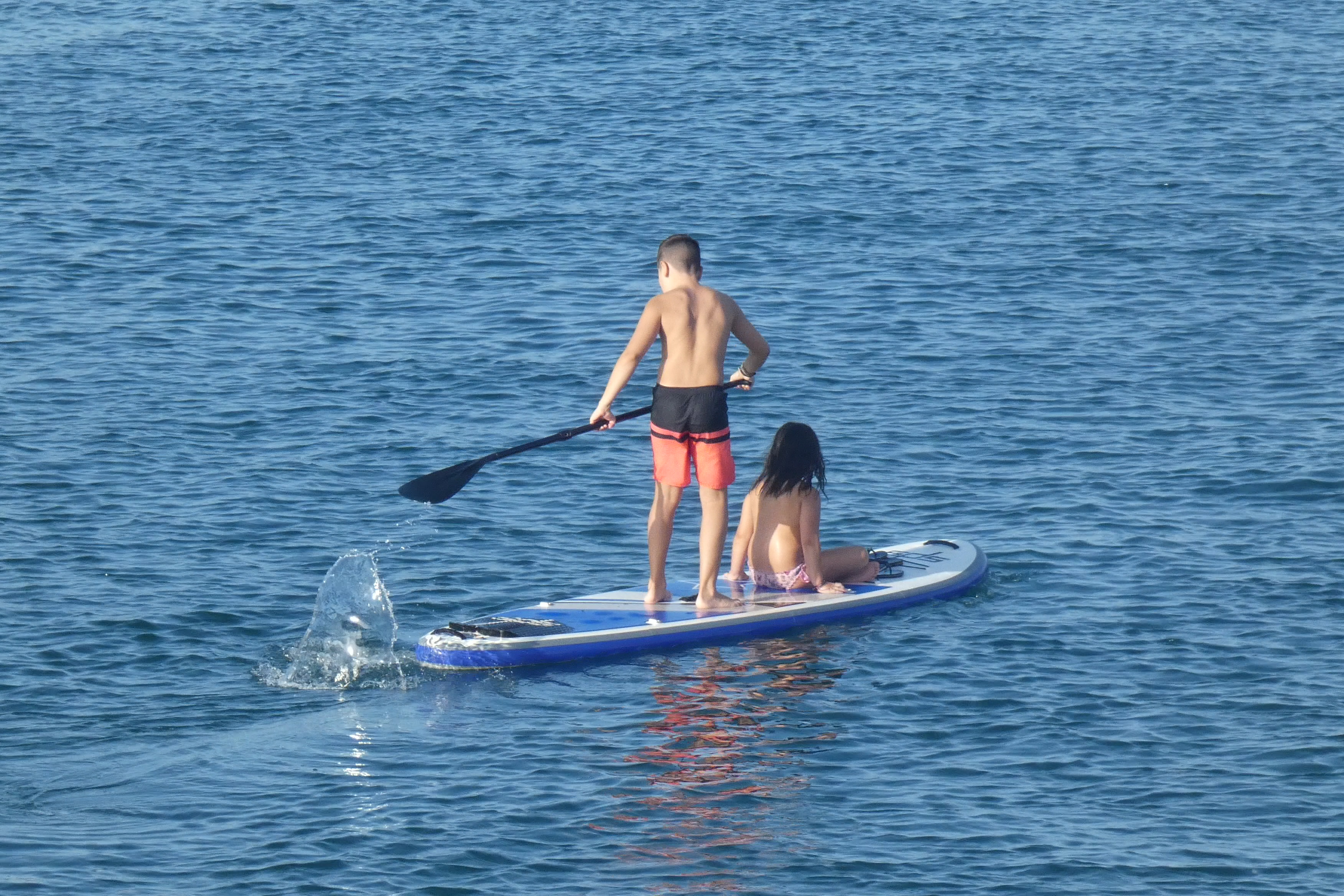
Niños haciendo surf remo en San Vicente de la Barquera.

La historia más reciente se remonta a la década de 1960, cuando los instructores de surf en la playa de Waikiki usaban sus longboards y rudimentarias palas de canoa, para tomar fotografías de sus alumnos. También les permitía tener una mejor visibilidad de su grupo y dar aviso de la llegada de las olas de una manera fácil.
A principios del año 2000, surfistas hawaianos como Dave Kalama, Brain Keaulana, Archie Kalepa y Laird Hamilton comenzaron a hacer surf de pala como una forma alternativa para su entrenamiento. Esta nueva variante del surf les permitía entrenar y salir al agua sin olas ni viento y al mismo tiempo correr las olas más gigantescas del mundo.
Con los años se encontraron participando en eventos como el de Paddle board Race Molokai Oahu y Makaha la Junta Big Surf Classic.
Una diferencia entre la idea moderna de surf y el SUP es que este último no necesita de una ola. En este deporte se puede palear en mar abierto, en los puertos, en lagos, ríos o cualquier gran masa de agua.

## Tablas
El SUP tiene dos polos: Waves (surf/olas) y Race (regata/carrera). La mejor manera de definir para qué sirve cada tabla es el largo.
- Waves: Hasta ’10
- Híbrida: ’10 a ’12
- Race: desde ’12

En muchas páginas solo nombran las tres tablas básicas del SUP: Surf, híbrida y Race. Dentro del mundo del SUP existen muchas más tablas que no debemos pasar por alto.
- Tabla SUP All Round: Más conocida como tabla híbrida. Te permite desde coger olas pequeñas hasta hacer travesías. Es una mezcla entre la tabla de Sup surf y la de touring. La punta (nariz) es redondeada, tiene una anchura que varía entre los 75 y 90 centímetros y una longitud de 2,8 a 3,8 metros.
- Tabla SUP Touring: Tabla ideal diseñada para el estilo travesía. Como bien indica su nombre te permite hacer largas travesías. Son tablas que tienen una longitud de 3.3 hasta 4,5 metros. Una anchura de 76 a 86 centímetros y una cola estrecha.
- Tabla SUP Race: Tabla diseñada especialmente para la competición. Tienen la punta más puntiaguda y son más ligeras para ganar más velocidad. Son tablas que tienen una longitud de 3 hasta 4,2 metros. Una anchura de 65 a 75 centímetros y una nariz puntiaguda.
- Tabla SUP Surf: También conocida como tabla de wave, es la tabla del SUP más parecida a las de surf que encontraremos en el mercado. Son tablas que tienen una longitud de 2.3 hasta 3 metros, son las tablas más cortas del SUP. Una anchura de 70 a 90 centímetros y una nariz estrecha.
- Tabla Big SUP: Son unas tablas especiales para el estilo BIG Sup. Es una tabla que debe ser capaz de soportar unos 650 kg y poder transportar entre 6 y 10 personas.
- Tabla Land SUP: Un nuevo estilo de surfear, pero esta vez en la calle. Las tablas usadas son como las de longboard (alargadas y flexibles). A diferencia del longboard, el land SUP te permite ir recto y ayudarte con el stick o remo para remar.

Recordamos que al escoger tabla, aparte de pensar en qué estilo practicaremos, debemos tener claro si la queremos rígida (tabla dura clásica) o hinchable (más cómoda y segura para las caídas).

## Materiales y diseño

### Tablas hinchables
Las tablas hinchables, han revolucionado el mundo del SUP ya que permiten que el transporte sea más sencillo comparado a las tablas rígidas y ocupan menos espacio. Cuando se desinflan, las tablas paddle surf pueden ser guardadas en una bolsa de transporte tipo mochila. Las tablas SUP inflables están fabricadas son varias capas de PVC reforzado y pueden ser usadas para la práctica de varias modalidades SUP: travesías o paseos en aguas tranquilas e incluso para pillar algunas olas o remar en aguas bravas. Las tablas con cantos redondos no son ideales para surfear o competir en “Race” pese a que año tras año los fabricantes realizan mejoras constantes en sus productos.
Marcas de SUP Paddle como Aztron o Starboard han establecido nuevos estándares de seguridad en la industria gracias a sus tablas con doble cámara de aire. La cámara interior proporciona el 50% de la flotabilidad total del paddle surf;actúa como una flotabilidad de seguridad en caso de algún pinchazo o fuga. La tecnología de doble cámara también proporciona hasta un 30% más de rigidez en comparación con las tablas de una sola cámara, ya que la segunda cámara se coloca justo en el área donde se está de pie en el SUP.
Las tablas de paddle surf hinchables están fabricadas con capas de PVC unidas por miles de hilos de poliéster que le dan a la tabla su forma y rigidez. Esta tecnología es conocida como Dropstitchy hay diferentes tipos:
- Capa sencilla: ligera y más asequible
- Capa sencilla + stringer: lámina adicional de PVC (llamada Stringer) que generalmente se coloca en la cubierta en la parte central y permite mejorar la rigidez de la tabla
- Doble capa (pegada): una segunda capa de PVC hace que el SUP sea más rígido comparado a una tabla con solo una lámina (stringer); las tablas de doble capa son un poco más pesadas.
- Doble capa (fusionada): una segunda capa de PVC está “fusionada” con la primera sin ningún tipo de pegamento, este proceso mejora la rigidez de la tabla en un 30% y al mismo tiempo la hace más ligera en un 20%.[5]

La mayoría de las tablas Sup hinchables, deben  ser infladas a una presión máxima de 15 psi; no obstante algunas pocas pueden ser infladas a una presión superior.

## Modalidades
Dentro del Surf de Remo existen diferentes modalidadesque se pueden practicar:
- Wave: En esta modalidad de SUP, se utiliza una tabla más bien pequeña y ancha para que sea estable y manejable. Se trata de coger olas y deslizarse por ellas. Es la modalidad de SUP más cercana al Surf.

- Travesía: Esta modalidad es para las personas que quieren pasar un largo periodo de tiempo, incluso todo el día navegando con su tabla de SUP. Estas tablas también suelen ser anchas como las tablas de Wave pero son más alargadas y con forma puntiaguda para deslizarse mejor en el agua. Este tipo de Tabla es muy estable y tiene un volumen elevado para que el tiempo que se pase navegando no sea muy intenso. También llevan unas gomas de amarre en la parte delantera para poder llevar una mochila estanca con tu teléfono móvil, avituallamiento y en definitiva cosas importantes para poder pasar varias horas navegando y descubriendo la costa

- Race: Esta modalidad utiliza tablas de SUP muy estrechas y alargadas en donde es más bien difícil mantener el equilibrio, sobre todo para las personas que se están iniciando. En esta modalidad de SUP se hacen carreras de competición, las personas que practican Race son personas que entrenan muy duro para ser los más rápidos en las competiciones.

- River: Dentro del SUP también existen modalidades más extremas como puede ser el descenso de ríos. Es una modalidad muy divertida pero también peligrosa, no es apta para gente que recién se inicia en este deporte. Es recomendable utilizar casco y otros materiales de protección para evitar lesiones importantes en caso de impactar contra una roca. Aquí las tablas que se utilizan son más bien pequeñas y anchas para poder mantener bien el equilibrio.

- Yoga/Fitness: En la actualidad también existen modalidades de SUP para los amantes del yoga y del fitness. Son muchos los beneficios que tiene unir el SUP con el Yoga y es una modalidad que cada vez va ganando más adeptos. En yoga SUP es recomendable utilizar una Tabla de SUP hinchable ya que es más acolchada y cómoda a la hora de realizar los ejercicios.[7]
- Polo: Combinación en el SUP y el water polo, se juega en un campo hinchable con 2 porterías. La pelota se pasa o tira con la pala del remo.
- Adaptado: Se trata de una adaptación del SUP para las personas con discapacidades.
- Land SUP: El land SUP o land paddling es una modalidad del SUP que mediante un skate longboard y un remo especialmente diseñado para ello, permite practicar el SUP en la tierra.
- Big Sup: El Big Sup como lo indica su nombre es una tabla de SUP hinchable y gigante (hasta 5 m de largo) que deja entre 6 y 10 personas subir en ella y remar juntas.
- Sup Dog: Practica del Sup con un perro.
- Sup Fishing: Practica de la pesca desde una tabla de SUP especialmente equipada para esta actividad.

## Palas o Remos

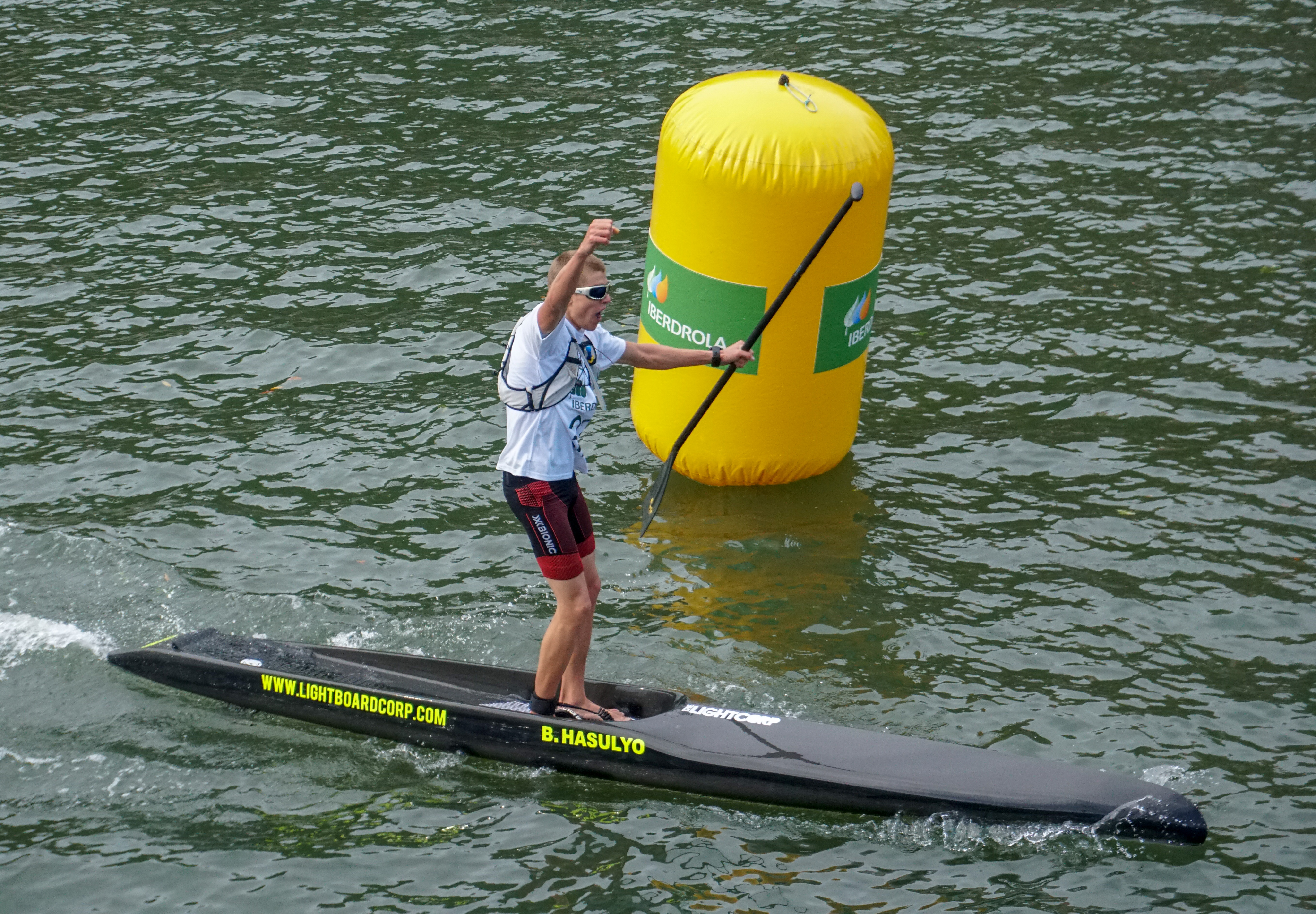
Bruno Hasulyo en el Iberdrola Bilbao World Sup Challenge 2019

Las Palas utilizados en el SUP pueden ser de diferentes materiales:
- Plástico: Es el material más barato y el de peor calidad. Es más bien un juguete para pasar un rato que un auténtico remo para este deporte

- Aluminio: Es el material más utilizado en las escuelas de SUP ya que es barato. La pala suele ser de plástico. Es un remo de baja calidad. Son para personas recién iniciadas y para escuelas de SUP.

- Madera: Son remos muy bonitos pero no ofrecen ninguna ventaja técnica, solo óptica.

- Fibra de vidrio: Estos remos ya son de mejor calidad. La relación calidad-precio es la mejor. Son remos para personas con un nivel medio o que quieran tener un remo de una calidad decente.

- Carbono: Es el mejor material para un remo de SUP, es ligero y muy resistente y su reacción en el agua es la mejor con diferencia. Este remo es para profesionales y para gente que piense practicar de manera constante.

Según la construcción un remo puede ser rígido o ajustable:
- El remo rígido tiene el inconveniente de que solo lo puede utilizar de manera cómoda su propietario, ya que hay que cortarlo a la medida para poder utilizarlo. Tiene una mejor respuesta a la remada y es de mejor calidad.

- El remo ajustable: tiene muchas ventajas ya que lo pueden utilizar diferentes personas de diferentes alturas solamente ajustándolo, además suele ser desmontable lo que lo hace un remo muy fácil de transportar. Tiene peor respuesta a la remada y hay que darle un poco de mantenimiento en las juntas para que la sal del mar no lo deteriore

La pala actúa como los platos de la bicicleta; como más fuerte estés más grande podrás utilizar la medida de la pala y viceversa. Las medidas más comunes son: "8.3, "8.7, "9.0